# 德华盟会
德华盟会，又名传福音会，German China Alliance Mission (GCAM) ，Deutsche China-Allianz-Mission，是一个德国向中国传教的机构，与内地会有联系。

## 在中国

### 浙江
丽水（1875）、龙泉（1894）、云和（1895）、松阳（1896）、缙云（1898）。

### 江西
临川（1899）、南昌（1899）、南丰（1903）、同乡（1903）、宁都（1906）。
1919年，德华盟会在浙江省有18名西教士，1695名受餐信徒；在江西省有16名西教士，734名受餐信徒。